# 尾島隆利
尾島 隆利（おじま たかとし、1920年〈大正9年〉10月11日 - 1962年〈昭和37年〉）は、日本の食肉業者、会社役員。グリコ相模ハム常務取締役兼屠畜場長。

## 経歴
神奈川県藤沢市出身。2代目尾島正吉の嗣子。日本大学商科卒業。藤沢屠場主となる。1947年、神奈川県屠場協会専務理事、同県食肉商業協同組合専務理事。1951年、日本食肉協会理事。
1954年、神奈川県屠場協会長。1956年、日本食肉協会理事、神奈川県食肉組合連合会専務理事各辞任。1957年、グリコ相模ハム常務に就任。

## 人物
尾島家は父祖3代にわたる屠畜・食肉業者で、尾島隆利は近代感覚と教養を身につけた紳士として知られた。住所は神奈川県藤沢市藤沢。